# Suolisvuono
Suolisvuono är en del av sjön Enare träsk i Finland.   Den ligger i landskapet Lappland, i den norra delen av landet, 1 000 km norr om huvudstaden Helsingfors. Suolisvuono sträcker sig omkring 17 kilometer i nordvästlig riktning från Enare träsk, medan bredden sällan når två kilometer. Vid dess slut i nordost finns ett smalt näs som skiljer den från sjön Suolisjärvi.